# Schloss Körtlinghausen

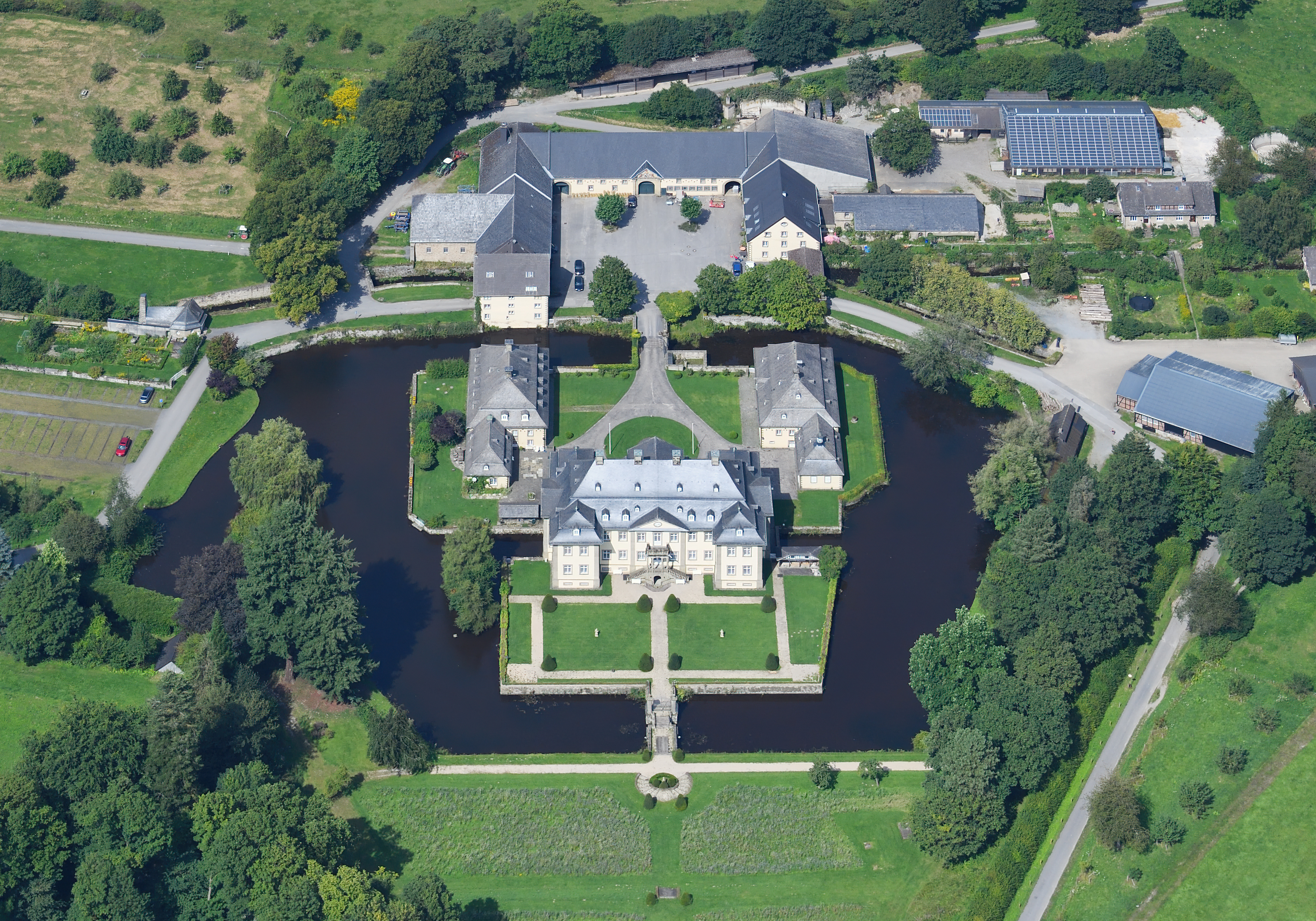
Luftbild (2024)

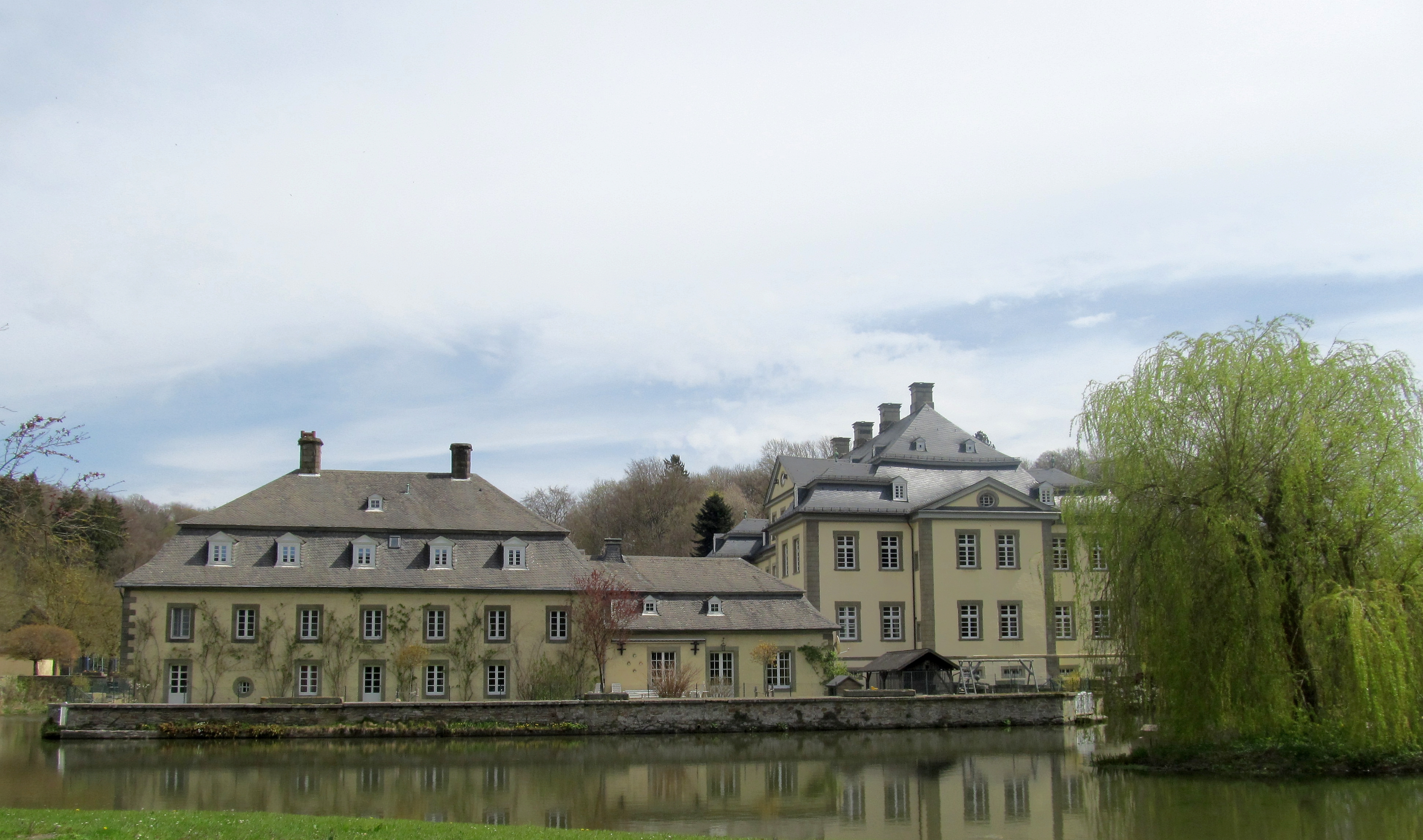
Schloss Körtlinghausen (2012)

Das Schloss Körtlinghausen liegt im Sauerland an der Glenne zwischen Rüthen und Warstein im Kreis Soest. Das barocke Wasserschloss wurde im Glennetal nordwestlich von Kallenhardt (einem Ortsteil der Stadt Rüthen) erbaut.
In Körtlinghausen stand die größte und mächtigste Eiche Deutschlands. Sie wurde etwa 1100 Jahre alt, war 22 m hoch und hatte einen Stammumfang von 12,4 m (knapp über dem Erdboden).

## Geschichte

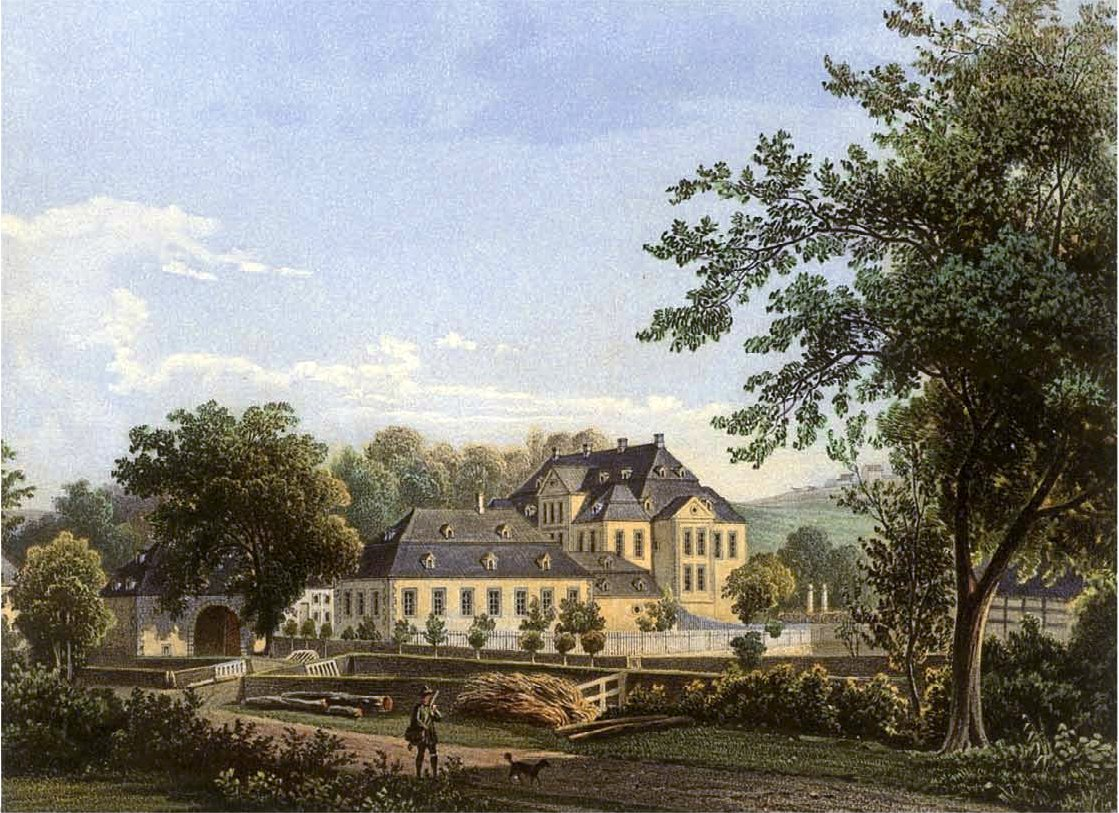
Schloss Körtlinghausen (um 1860)

An der Stelle existierte eine steinerne Burganlage mit einem Wassergraben. Die Anlage war im 14. Jahrhundert im Besitz der Familien von Schorlemer und von Rüdenberg. Im Jahr 1398 kam der Schorlemersche Anteil an die von Lürwald. Nachdem die Rüdenberger zeitweise alleinige Besitzer waren, erwarb die Familie von Lürwald 1447 Haus und Besitz. Schon wenige Jahre später veräußerten sie ihn an die von Hanxleden. Im Jahr 1614 kam Körtlinghausen an die von Westrem. Von 1645 bis 1819 war es im Besitz der Familie von Weichs.
Das Schloss ließ Oberjägermeister Freiherr Franz Otto von und zu Weichs ab 1714 nach den Plänen von Justus Wehmer erbauen. 1830 wurden die Freiherren von Fürstenberg Besitzer von Schloss Körtlinghausen, was bis heute der Fall ist. Nach 1945 wurde es als Flüchtlingsheim genutzt. Von 1956 bis 1994 war im Schloss eine Schule des Bundesverbandes für den Selbstschutz untergebracht. Für die 1999 begonnene Restaurierung und Sanierung von Körtlinghausen wurde 2004 Dietger Freiherr von Fürstenberg der Preis für Denkmalpflege in Westfalen-Lippe verliehen. Finanziert wurde das Vorhaben durch den Verkauf des Stammheimer Missale, einer bedeutenden Hildesheimer Handschrift aus dem 12. Jahrhundert, an das J. Paul Getty Museum in Los Angeles.
Heute wird das Schloss Körtlinghausen für festliche Veranstaltungen und Tagungen vermietet. In den nördlichen Vorgebäuden befinden sich die Verwaltung und Landwirtschaft.
Das Schloss diente als Drehort für den 2017 erschienenen Kinofilm Happy Burnout.

## Herrenhaus

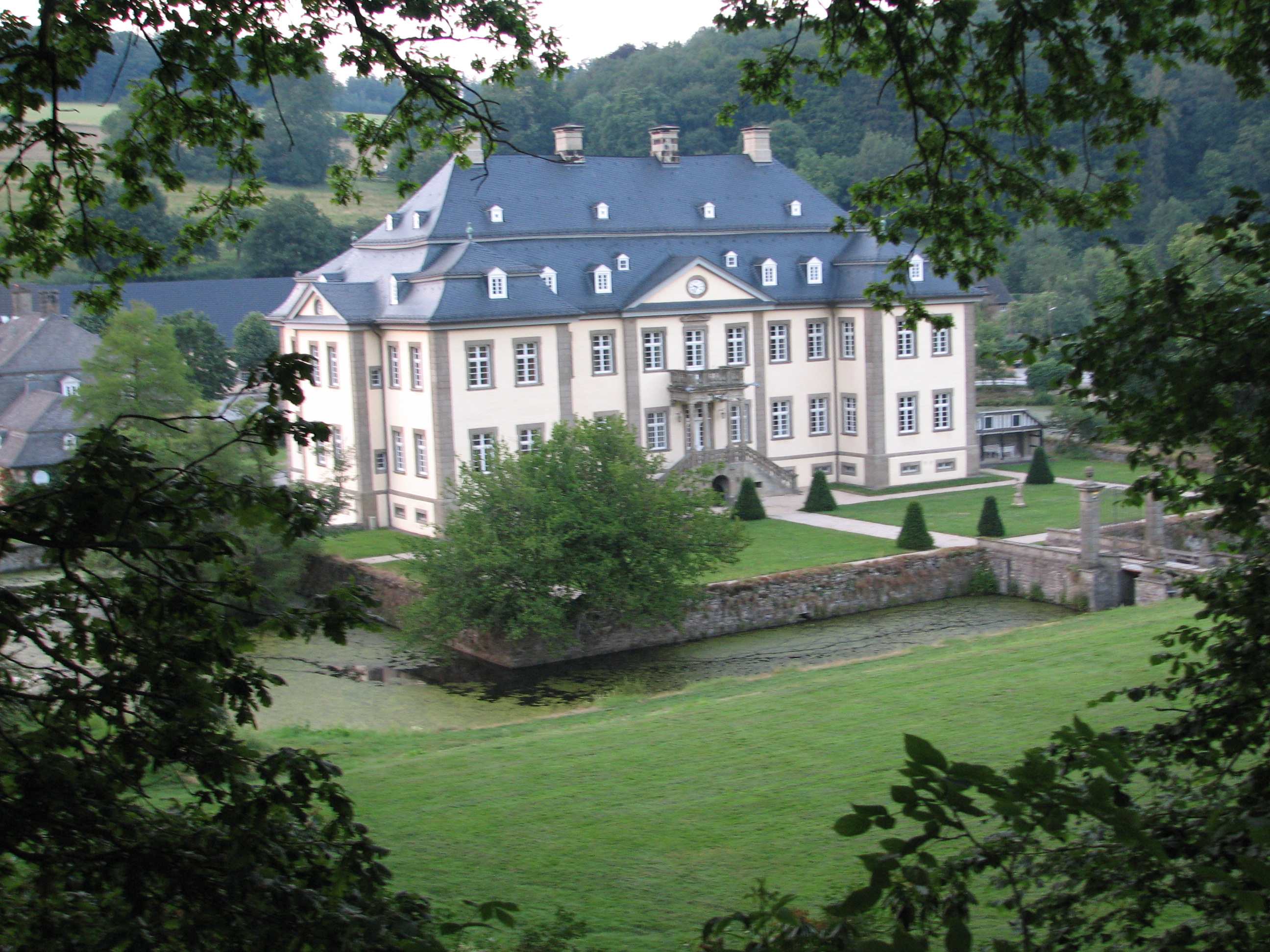
Herrenhaus

Zur Schlossanlage gehören das rechteckige Herrenhaus mit zwei Seitenflügeln an der Längsseite sowie der Schlosshof mit Kavaliersgebäuden. Das Herrenhaus im Teich steht auf einer von zwei Inseln. Die Fenster des schlichten, verputzten Gebäudes sind in Rüthener Grünsandstein gerahmt. Aus dem mit Gauben bestückten Walmdach ragen vier Kamine heraus. An beiden Längsseiten sind je zwei kurze, pavillonartig vorspringende Flügel angebaut. An drei Gebäudeseiten befinden sich übergiebelte Risalite, wobei der hofseitige durch ein Dachhaus überhöht wurde. Die zweiarmige Freitreppe an der Gartenseite, mit zierlichem Altan, ist mit 1721 bezeichnet. An dem Portal der Hofseite ist das Allianzwappen derer von Weichs und von Droste zu Erwitte (Haus Füchten) angebracht. Der Baumeister Justus Wehmer „vermeidet alle stilistische Übertreibung, die tendenziell im Barock vorhanden ist. Selbst die [sonst] oft aufwendige Portalgestaltung bleibt zurückhaltend. Eine mustergültige klassische Fassadenbildung in ruhigen Proportionen charakterisiert den Schlossbau, ohne eintönig zu wirken.“, schreibt Ulrich Grun. Viele bekannte Bauhandwerker und Künstler waren bei der Errichtung und Ausstattung des Schlosses verpflichtet worden. Darunter mehrere aus dem nahegelegenen Rüthen, „das in dem Bauboom nach dem Dreißigjährigen Krieg durch die Sandsteinbrüche zu einem Eldorado für Steinmetze und Bildhauer wurde“. Exemplarisch zu nennen wäre hier der Steinhauer Bartolomeo Rabaliatti (Vater von Franz Wilhelm Rabaliatti): Er war 1703 aus der Gegend von Ferrara zugewandert. Aufträge erhielt er unter anderen beim Bau der Schlösser Erpernburg (bei Brenken) und Körtlinghausen.

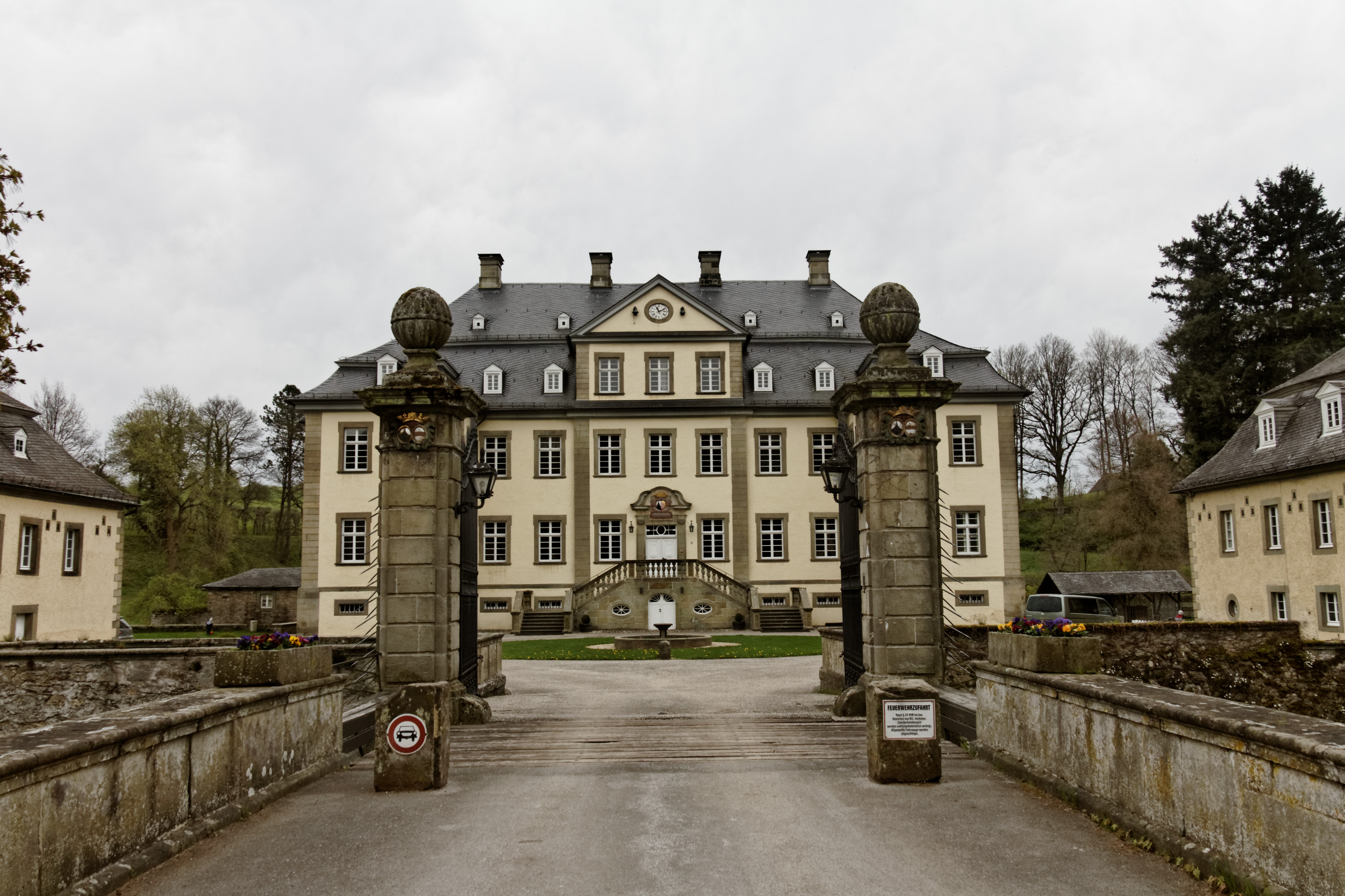
Herrenhaus Hofseite

### Innenausstattung
Das Treppenhaus mit zweigeteiltem Lauf wird auf halber Höhe zusammengeführt. Zur Gartenseite hin, im Obergeschoss, befindet sich ein Festsaal mit Deckengemälden und reicher Stuckierung. Jeweils in den Ecken sind die Wappen des Bauherren und seiner drei Ehefrauen angebracht.

## Schlosskapelle
Die Schlosskapelle ist der hl. Maria Magdalena geweiht. Zugänge sind in beiden Geschossen des Herrenhauses. An der geometrisch stuckierten Decke ist ein Gemälde der Kapellenheiligen zu sehen. Es wurde wohl in der Zeit vor 1727 gemalt. Der Altar wurde nach 1739 gebaut. Bestimmendes Ausstattungsstück der Kapelle ist die Herrschaftsloge.

## Sonstige bauliche Anlagen

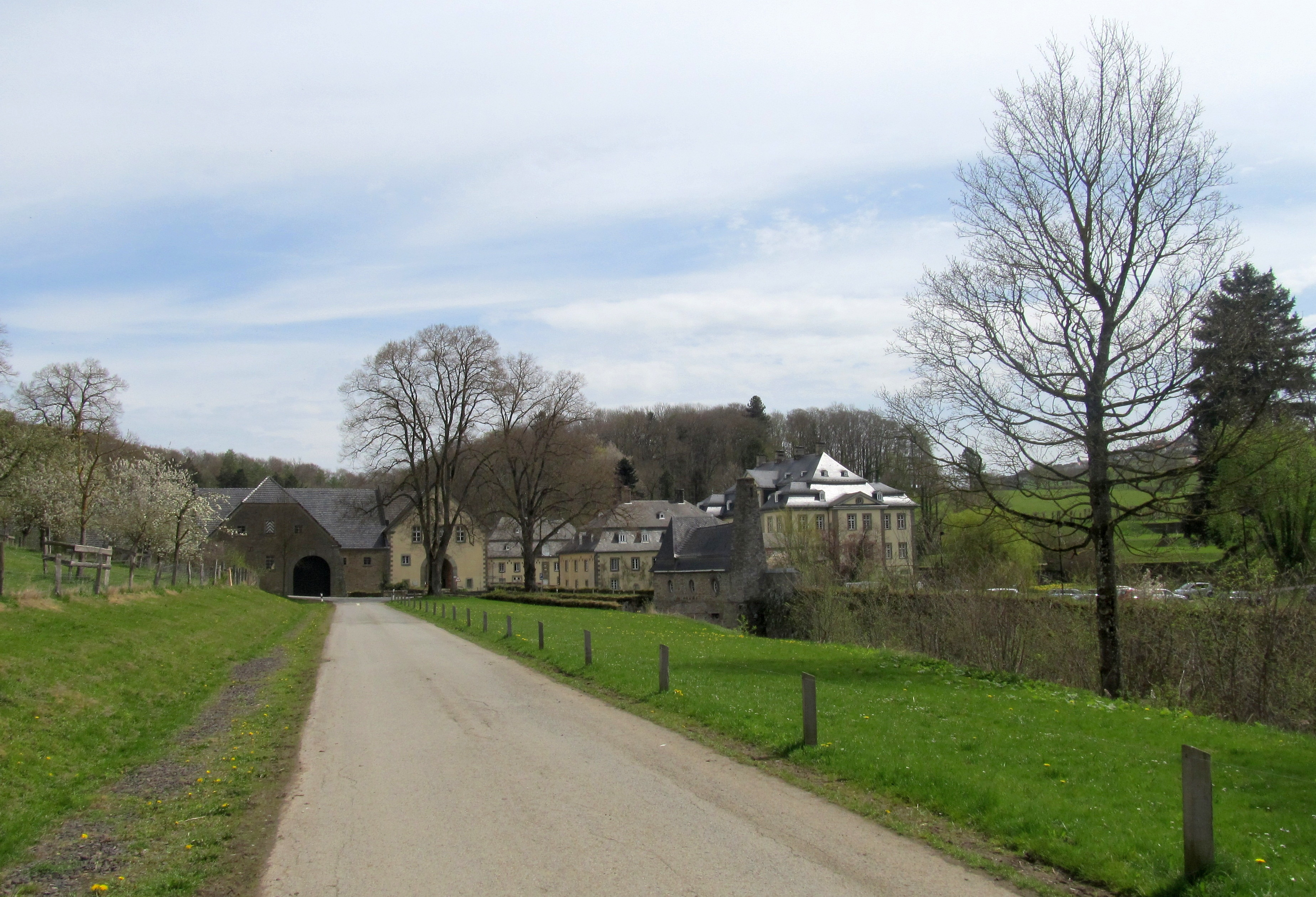
Fernansicht

Die beiden Vorgebäude nach einem Entwurf von Nagel, sind im Stil stark an Bauten Wehmers angelehnt. Das westliche mit dem Allianzwappen von Weichs und von Westrem ist mit 1731 bezeichnet, das östliche mit dem Allianzwappen von Weichs und von Galen ist mit 1743 bezeichnet. Die südlich angebaute Remise wurde mit einem Glockentürmchen bekrönt. In der Mitte der dreiflügeligen Ökonomie springt ein Torrisalit hervor. Am Westflügel steht das Torhaus von 1736, es wurde 1850 aufgestockt. Der Terrassengarten mit parabelförmigem Grundriss ist über eine Zugbrücke erschlossen.